# Егоров, Прокопий Иванович
Проко́пий Ива́нович Его́ров (20 февраля 1923, село Холгума, Якутская АССР — 7 ноября 1978, Якутск) — якутский советский писатель и журналист.

## Биография
Родился 20 февраля 1923 года в селе Холгума Мегино-Кангаласского района Якутской АССР. Принимал участие в Великой Отечественной войне. Окончил Высшую партийную школу при ЦК КПСС.
С 1956 года — главный редактор якутской республиканской газеты «Эдэр коммунист», с декабря 1957 года — первый редактор газеты «Молодежь Якутии». В 1960—1968 годах — ответственный секретарь газеты «Кыым», заместитель редактора объединенной редакции газет «Кыым» и «Социалистическая Якутия». С 1971 года — заместитель редактора газеты «Социалистическая Якутия». Писал статьи преимущественно на темы экономики, политики и сельского хозяйства.
Член Союза журналистов СССР с 1957 года. Лауреат республиканской журналистской премии имени Ем. Ярославского.

## Награды
Награждён несколькими государственными орденами и медалями:
- Орден Красной Звезды
- Орден «Знак Почёта»

## Память
27 февраля 2023 года в Национальной библиотеке Республики Саха (Якутия) прошел вечер памяти, посвященный 100-летию со Дня рождения журналиста и писателя Прокопия Ивановича Егорова. На подготовленной выставке «Жизнь как факел: фронтовик, писатель, журналист Прокопий Егоров» были представлены его книги, очерки, документальные повести, рукописи и фотографии.
4 мая 2023 года в Национальной библиотеке Республики Саха (Якутия) состоялась презентация репринтного издания книги Прокопия Егорова «Генерал Притузов».